# Mistrzostwa Świata w Piłce Nożnej 2014 (eliminacje strefy CONCACAF)/Grupa I

## Tabela
| Lp. | Drużyna  | M | Mecze | Mecze | Mecze | Bramki | Bramki | Bramki | Pkt |
| Lp. | Drużyna  | M | W     | R     | P     | +      | −      | +/−    | Pkt |
| --- | -------- | - | ----- | ----- | ----- | ------ | ------ | ------ | --- |
| 1.  | Honduras | 6 | 3     | 2     | 1     | 12     | 3      | +9     | 11  |
| 2.  | Panama   | 6 | 3     | 2     | 1     | 6      | 2      | +4     | 11  |
| 3.  | Kanada   | 6 | 3     | 1     | 2     | 6      | 10     | −4     | 10  |
| 4.  | Kuba     | 6 | 0     | 1     | 5     | 1      | 10     | −9     | 1   |

## Mecze
| 8 czerwca 2012 | Honduras | 0:2(0:0) | Panama · 64', 80' Pérez | Estadio Olímpico Metropolitano, San Pedro Sula Widzów: 28,215 Sędzia: Roberto García |
|                |          |          |                         |                                                                                      |

| 8 czerwca 2012 | Kuba | 0:1(0:0) | Kanada · 55' Occéan | Estadio Pedro Marrero, Hawana Widzów: 7,000 Sędzia: Courtney Campbell |
|                |      |          |                     |                                                                       |

| 12 czerwca 2012 | Kanada | 0:0(0:0) | Honduras | BMO Field, Toronto Widzów: 16,132 Sędzia: Enrico Wijngaarde |
|                 |        |          |          |                                                             |

| 12 czerwca 2012 | Panama · Barahona 58' | 1:0(0:0) | Kuba | Estadio Rommel Fernández, Panama Widzów: 21,000 Sędzia: Mark Geiger |
|                 |                       |          |      |                                                                     |

| 7 września 2012 | Kuba | 0:3(0:1) | Honduras · 31' Bengtson · 63' Bernárdez · 90+2' Chávez | Estadio Pedro Marrero, Hawana Widzów: 8,000 Sędzia: Walter Quesada |
|                 |      |          |                                                        |                                                                    |

| 7 września 2012 | Kanada · De Rosario 77' | 1:0(0:0) | Panama | BMO Field, Toronto Widzów: 17,586 Sędzia: Jeffrey Solís |
|                 |                         |          |        |                                                         |

| 11 września 2012 | Honduras · Bengtson 32' | 1:0(1:0) | Kuba | Estadio Olímpico Metropolitano, San Pedro Sula Widzów: 12,000 Sędzia: Walter López |
|                  |                         |          |      |                                                                                    |

| 11 września 2012 | Panama · Blackburn 38' · Pérez 57' | 2:0(1:0) | Kanada | Estadio Rommel Fernández, Panama Widzów: 20,000 Sędzia: Elmer Bonilla |
|                  |                                    |          |        |                                                                       |

| 12 października 2012 | Kanada · Ricketts 14' · Johnson 73' · Edgar 79' | 3:0(1:0) | Kuba | BMO Field, Toronto Widzów: 17,712 Sędzia: Javier Santos |
|                      |                                                 |          |      |                                                         |

| 12 października 2012 | Panama | 0:0(0:0) | Honduras | Estadio Rommel Fernández, Panama Widzów: 27,000 Sędzia: Joel Aguilar |
|                      |        |          |          |                                                                      |

| 16 października 2012 | Honduras · Bengtson 7' 17' 83' · Costly 29' 49' 88' · Martínez 33' 61' | 8:1(4:0) | Kanada · 77' Hume | Estadio Olímpico Metropolitano, San Pedro Sula Widzów: 38,000 Sędzia: Mauricio Morales |
|                      |                                                                        |          |                   |                                                                                        |

| 16 października 2012 | Kuba · Gómez 37' | 1:1(1:0) | Panama · 77' Barahona | Estadio Pedro Marrero, Hawana Widzów: 3,500 Sędzia: Stanley Lancaster |
|                      |                  |          |                       |                                                                       |